# Антонян, Юрий Миранович
Ю́рий Мира́нович Антоня́н (род. 29 июня 1933, Тбилиси, ЗСФСР, СССР) — советский и российский учёный-правовед, специалист в области криминологии, психиатрии и юридической психологии. Доктор юридических наук (1976), профессор, полковник милиции, Заслуженный деятель науки РСФСР, Заслуженный работник МВД СССР, Почётный работник высшего профессионального образования Российской Федерации.

## Биография
Родился 29 июня 1933 года в Тбилиси.
В 1957 году окончил юридический факультет МГУ.
В 1957—1965 годах — следователь, оперуполномоченный уголовного розыска, начальник отделений милиции в г. Ярославле и Москве; в 1965—1970 годах — старший инспектор по особым поручениям МВД России; в 1968—1981 годах — старший преподаватель, доцент, затем профессор Высшей школы МВД СССР/Академии МВД СССР.
В 1970 году защитил диссертацию на соискание учёной степени кандидата юридических наук по теме «Борьба органов внутренних дел с бродяжничеством», а в 1976 году — диссертацию на соискание учёной степени доктора юридических наук по теме «Социальная среда и формирование личности преступника».
С 1981 года — главный научный сотрудник Всероссийского научно-исследовательского института МВД России.
Ведущий научный сотрудник Государственного научного центра социальной и судебной психиатрии им. В. П. Сербского.
Проректор по научной работе Института гуманитарного образования (ИГУМО).
Член президиума Союза криминалистов и криминологов.
Один из авторов законопроекта о предупреждении насилия в семье.

## Научная деятельность
Автор более 400 научных работ, включая 45 монографий и пособий монографического характера, а также 5 учебников по криминологии и учебное пособие «Краткий курс криминологии». Его труды издавались в Болгарии, Чехословакии, Германии, Польше, Швеции, Франции, Италии, США, Японии. Индекс Хирша — 37.
Ю. М. Антоняном обосновано значение бессознательных мотиваций в различных видах преступного поведения и роль психопатологических факторов в нём. Им разработана концепция причин преступного поведения лиц с психическими аномалиями, как и способов их предупреждения и исправления в местах лишения свободы. Также им широко исследовались вопросы агрессии, психологии убийств и изнасилований.
Им сделан большой вклад в изучение таких тем, как личность преступника и преступного поведения, бессознательные мотивы совершения преступлений.
В последние годы им уделено существенное внимание научным вопросам философии и психологии, мифологии и религии, что нашло своё отражение в крупных монографиях вышедших в 1996, 2001, 2003 годах.

### Научные труды
- Антонян Ю. М. Борьба с бродяжничеством. — М.: ВШ МВД СССР, 1972.
- Антонян Ю. М. Роль конкретной жизненной ситуации в совершении преступлений. — М.: ВШ МВД СССР, 1973.
- Антонян Ю. М. Методы моделирования в изучении преступника и преступного поведения. — М.: Академия МВД СССР, 1974.
- Антонян Ю. М. Социальная среда и формирование личности преступника. — М.: ВНИИ МВД СССР, 1980.
- Антонян Ю. М. Преступность в сельской местности и её предупреждение. — М.: ВНИИ МВД СССР, 1980.
- Антонян Ю. М. Механизм преступного поведения. — М.: Наука, 1981.
- Антонян Ю. М. Изучение личности преступника. — М.: ВНИИ МВД СССР, 1982.
- Антонян Ю. М. Неблагоприятные условия формирования личности в детстве и предупреждение преступлений. — М.: ВНИИ МВД СССР, 1983.
- Антонян Ю. М., Голумб Ц. А. Предупреждение преступного поведения лиц с психическими аномалиями / Антонян Ю. М., Голумб Ц. А.; Общ. ред.: Антонян Ю. М.. — М.: Изд-во ВНИИ МВД СССР, 1984. — 80 с.
- Антонян Ю. М. Исправление и перевоспитание осужденных с психическими аномалиями. — М.: ВНИИ МВД СССР, 1985.
- Антонян Ю. М. Психические особенности расхитителей социалистического имущества и индивидуальная работа с ними. — М.: ВНИИ МВД СССР, 1986.
- Антонян Ю. М. Криминальная мотивация. — М.: Наука, 1986.
- Антонян Ю. М. Преступность и психические аномалии. — М.: Наука, 1987.
- Антонян Ю. М. Психологическое отчуждение личности и преступное поведение. — Ереван, 1987.
- Антонян Ю. М. Особо опасные лидеры в ИТУ и воспитательное воздействие на них. — М.: ВНИИ МВД СССР, 1987.
- Антонян Ю. М. Личность корыстного преступника. — Томск: Томский университет, 1989.
- Антонян Ю. М. Психические особенности осужденных за кражи личного имущества и индивидуальная работа с ними. — М.: ВНИИ МВД СССР, 1989.
- Антонян Ю. М. Изнасилование: причины и предупреждение. — М., 1990.
- Антонян Ю. М. Криминальная патопсихология. — М.: Наука, 1991.
- Антонян Ю. М. Сексуальная преступность лиц с психическими аномалиями. — М.: ВНИИ МВД РФ, 1991.
- Антонян Ю. М. Преступники с умственной отсталостью / ВНИИ МВД РФ. — М., 1992.
- Антонян Ю. М. Наказание и исправление преступников. — М.: ВНИИ МВД РФ, 1992.
- Антонян Ю. М. Причины преступного поведения. — М.: Академия МВД РФ, 1992. — 207 с.
- Антонян Ю. М. Преступность среди женщин. — М.: Российское право, 1992.
- Антонян Ю. М. Криминология: Учебник. — М.: Юрист, 1992.
- Антонян Ю. М., Ткаченко А. А. Сексуальные преступления. Чикатило и другие. — М.: Амальтея, 1993. — ISBN 5-7121-0201-3. Архивировано 13 апреля 2015 года.
- Антонян Ю. М. Преступная жестокость. — М.: ВНИИ МВД РФ, 1994.
- Антонян Ю. М. Насилие среди осужденных. — М.: ВНИИ МВД РФ, 1994.
- Антонян Ю. М. Жестокость в нашей жизни. — М.: Инфра-М., 1995.
- Антонян Ю. М., Еникеев М.И., Эминов В.Е. Психология преступника и расследование преступлений. — М.: Юристъ, 1996. — 336 с. Архивировано 13 апреля 2015 года.
- Антонян Ю. М. Тени прошлого. — М.: Созидание, 1996.
- Антонян Ю. М. Психология убийства. — М.: Юристъ, 1997.
- Антонян Ю. М., Верещагин В. А., Потапов С. А., Шостакович Б. В. Серийные сексуальные убийства: Криминол. и патопсихол. исслед.: Учеб. пособие / Моск. юрид. ин-т МВД России; Под ред. Ю. М. Антоняна. — М.: Щит-М, 1997.
- Антонян Ю. М., Бородин С. В. Преступное поведение и психические аномалии. — М.: Наука, 1997.
- Антонян Ю. М., Бородин С. В. Преступное поведение и психические аномалии / Ю.М. Антонян, С.В Бородин; Ин-т государства и права Рос. АН ; Под ред. В. Н. Кудрявцева. — М.: Спарк, 1998. — 215 с.
- Антонян Ю. М. Убийство ради убийства. — М.: Щит-М, 1998. — 233 с.
- Антонян Ю. М. Криминологическое и уголовно-правовое исследование.Терроризм.. — М.: Щит–М, 1998. — 306 с.
- Антонян Ю. М. Криминальная сексология. — М.: Спарк, 1999.
- Антонян Ю. М., Горшков И. В., Зулкарнеев Р. М. Проблемы внутрисемейной агрессии. — М.: НИИ МВД России, 1999. Архивировано 13 апреля 2015 года.
- Антонян Ю. М. Психология преступления и наказания. — М., 2000.
- Антонян Ю. М. Криминогенная ситуация в России на рубеже XXI века. — М., 2000.
- Антонян Ю. М. Насилие в семье. — Краснодар, 2000.
- Антонян Ю. М. Терроризм сегодня. — М., 2000.
- Антонян Ю. М. Серийные сексуальные преступления. — М., 2000.
- Антонян Ю. М. Борьба с незаконным оборотом наркотиков за рубежом. — М.: ВНИИ МВД РФ, 2000.
- Антонян Ю. М. Захват заложников. — М.: ВНИИ МВД РФ, 2000.
- Антонян Ю. М. Насилия. Человек. Общество. — М.: Логос, 2001.
- Антонян Ю. М. Психология преступления и наказания. — М., 2001.
- Антонян Ю. М. Насильственная преступность в России. — М.: ИНИОН РАН, 2001.
- Антонян Ю. М. Миф и вечность. — М.: Логос, 2001.
- Антонян Ю. М. Агрессия и психическое здоровье. Отдельные главы. — М., 2002.
- Антонян Ю. М. Захват заложников. — М., 2002.
- Антонян Ю. М. Насильственная преступность в России. — М., 2002.
- Антонян Ю. М. Преступность в федеральных округах Российской Федерации. — М.: ВНИИ МВД РФ, 2002.
- Антонян Ю. М. Человек и Бог, творящие друг друга. — М.: Логос, 2003.
- Антонян Ю. М. Отрицание цивилизации: каннибализм, инцест, детоубийство, тоталитаризм. — М.: Логос, 2003.
- Антонян Ю. М. Криминология. — М.: Логос, 2003.
- Антонян Ю. М., Кудрявцев В. Н., Эминов В. Е. Личность преступника. — М.: Юридический центр Пресс, 2003. Архивировано 13 апреля 2015 года.
- Антонян Ю. М. Криминология: Учебник. — М.: Юрист, 2003.
- Антонян Ю. М. Курс лекций по криминологии. — М.: РИПО ИГУМО, 2004.
- Антонян Ю. М. Этнорелигиозные конфликты: проблемы, решения. — М.: Щит, 2004.
- Антонян Ю. М. Криминология. Избранные лекции. — М.: Логос, 2004. Архивировано 13 апреля 2015 года.
- Антонян Ю. М. Исследование апокалипсиса. — М.: Логос, 2005.
- Этнорелигиозный терроризм / М. Ю. Антонян, Г. И. Белокуров, А. К. Боковиков и др.; Под ред. Ю. М. Антоняна. — М.: Аспект-Пресс, 2006. — 318 с. — ISBN 5-7567-0435-3. (недоступная ссылка)
- Антонян Ю. М., Леонова О. В., Шостакович Б. В. Феномен зависимого преступника. — М.: Аспект-Пресс, 2007. — 192 с. Архивировано 13 апреля 2015 года.
- Антонян Ю. М. Особо опасный преступник: тоталитарные преступники, серийные убийцы, террористы, бытовые убийцы, сексуальные маньяки, наемные убийцы. — М.: Проспект, 2011. — 310 с. — ISBN 978-5-392-01941-0.
- Антонян Ю. М. Некрофилия: психолого-криминологические и танатологические проблемы: монография. — М.: Юрлитинформ, 2016. — 239 с. — (Библиотека криминалиста : БК). — 3000 экз. — ISBN 978-5-4396-1230-7.
- Антонян Ю. М. Исследование тоталитаризма: монография. — М.: Юрлитинформ, 2016. — 319 с. — (Теория и история государства и права). — 3000 экз. — ISBN 978-5-4396-1132-4.
- Антонян Ю. М. Вечность рабства (поиск причин): монография. — М.: Юрлитинформ, 2019. — 245 с. — (Криминология). — 3000 экз. — ISBN 978-5-4396-1750-0.

- Антонян Ю. М., Блувштейн Ю. Д., Чикоидзе Г. Б. Прогнозирование преступного поведения и предупреждение преступлений // Советское государство и право. — М.: Наука, 1977. — № 4. — С. 66—71.
- Антонян Ю. М. Взаимодействие личности преступника и социальной среды // Вопросы борьбы с преступностью/ Всесоюзный институт по изучению причин и разработке мер предупреждения преступности ; Ред. кол. : В. В. Клочков (отв. ред.) и др.. — М.: Юрид. лит., 1979. — Вып. 30. — С. 27—38.
- Антонян Ю. М., Виноградов М. В., Голумб Ц. А. Преступное поведение лиц с психическими аномалиями и его профилактика // Вопросы борьбы с преступностью. — М.: Юрид. лит., 1980. — Вып. 32. — С. 52—62.
- Антонян Ю. М. Сексуальный убийца Чикатило: попытка психоаналитического объяснения // Государство и право. — 1993. — № 7.
- Антонян Ю. М. Типология коррупции и коррупционного поведения // Социология и коррупция. Научно-практическая конференция, 20 марта 2003 г., г. Москва. — М.: РНОПЭ, 2003. — С. 37—41.
- Антонян, Ю. М. Богословский поиск в криминологии бесполезен:А. А. Конев. Актуальные проблемы современной  науки криминологии (Вопросы методологии и причинности). Н. Новгород, 2005. : [Рецензия] // Государство и право/Российская академия наук. Институт государства и права. — M.: Наука, 2005. — № 6. — С. 113—115. — ISSN 0132-0769.
- Антонян Ю. М. Мотивация преступного поведения // Юридическая психология. — М.: Юрист, 2006. — № 1. — С. 14—18.
- Антонян Ю. М. Борьба органов внутренних дел с бродяжничеством // Российский криминологический взгляд. — М.: Редакция журнала "Российский криминологический взгляд", 2008. — № 3. — С. 106—115. — ISSN 1997-4310.
- Антонян Ю. М. Типология насильственных преступников // Вестник Орловского государственного университета. — Орел: Изд-во Орлов. гос. ун-та, 2008. — № 3. — С. 48—58.
- Антонян Ю. М. Антинаучные попытки оправдания нацизма в современной России // Российский криминологический взгляд. — 2008. — № 4. — С. 184—188. — ISSN 1997-4310.
- Давыдов Н. А., Антонян Ю. М. Архетип и преступность // Lex Russica:научные труды Московской государственной юридической академии им. О. Е. Кутафина. — М.: Изд-во "Проспект", 2011. — № 3. — С. 598—601. — ISSN 1729-5920.
- Антонян Ю. М. Генрих Гиммлер: психологический портрет палача // Международное уголовное право и международная юстиция. — М.: Издательская группа "Юрист", 2012. — № 3. — С. 20—24. — ISSN 2071-1190.
- Антонян, Ю. М., Гончарова М. В., Маликов С. В. Бедность как криминогенный фактор // Lex Russica:научные труды Московской государственной юридической академии им. О. Е. Кутафина. — М.: Изд-во "Проспект", 2014. — № 4. — С. 450—468. — ISSN 1729-5920.
- Антонян Ю. М. Тоталитарная преступность и коллективное бессознательное // Lex Russica. — М.: МГЮУ имени О. Е. Кутафина, 2015. — № 9. — С. 32—49. — ISSN 1729-5920.

## Награды
- Заслуженный деятель науки РСФСР (1990)
- Заслуженный работник МВД СССР
- Почётный работник высшего профессионального образования Российской Федерации
- Почётный профессор Ереванского государственного университета
- Орден Почёта
- Орден Дружбы

## Цитаты
«Хотя сейчас стало модным писать, что Фукс и Кокс имели в виду совсем не то, что сделали большевики, что они призывали достичь благородных целей всеобщего счастья только гуманными средствами, что коммунизм и большевизм — совсем разные вещи, подобные утверждения абсолютно беспочвенны. Фукс и Кокс призывали именно к грабежу, насилию и убийству, причем делали это исключительно талантливо, а большевики претворили эти призывы в жизнь. В этом и заключается сущностная связь между теорией и практикой марксизма-ленинизма» (Антонян Ю. М., «Тени прошлого», М., «Созидание», 1996, с. 79).

## Интервью
- Грифель А. Любовники смерти // Итоги. — 25.06.1002. — № 25 / 315.